# Benediktbeuern

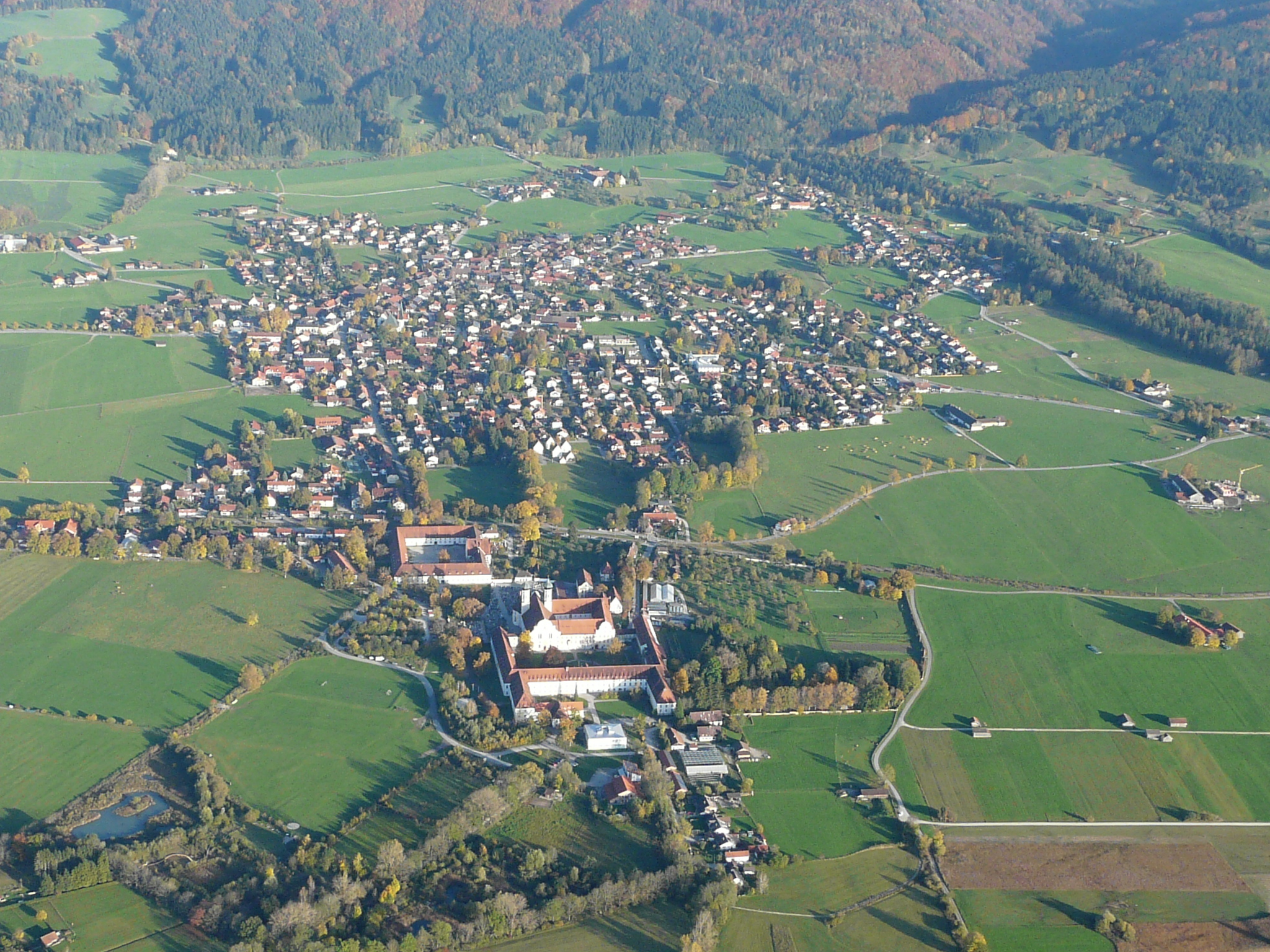
Benediktbeuern von Westen aus der Luft

Benediktbeuern, früher auch Laingruben, Laingrub oder Dorf Laimgrub (1812) genannt, ist ein Pfarrdorf und eine gleichnamige Gemeinde im oberbayerischen Landkreis Bad Tölz-Wolfratshausen im Alpenvorland am Fuße der 1801 Meter hohen Benediktenwand. Die Gemeinde ist zusammen mit Bichl Mitglied der gleichnamigen Verwaltungsgemeinschaft.

## Gemeindeteile
Es gibt fünf Gemeindeteile (in Klammern ist der Siedlungstyp angegeben):
- Benediktbeuern (Pfarrdorf)
- Gschwendt (Dorf)
- Häusern (Dorf)
- Vormholz (Weiler)
- Straßberg (Einöde)

Es gibt nur die Gemarkungen Benediktbeuern.

## Geschichte

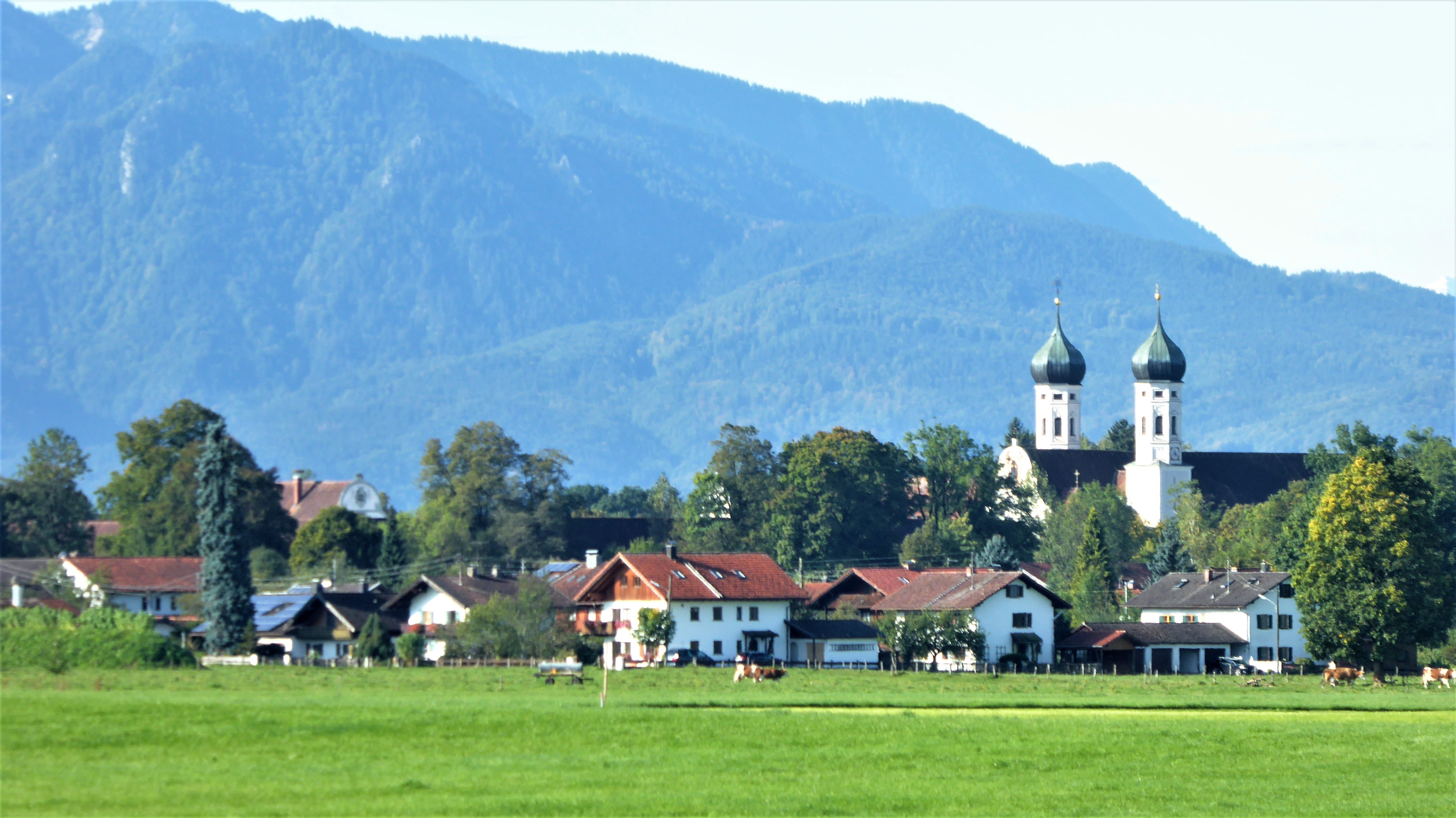
Sicht von Norden auf das Kloster Benediktbeuern

Das Kloster Buron/Benediktbeuern entstand als frühmittelalterliche Gründung im 8. Jahrhundert. Seine ersten Anfänge sind in ein tiefes Dunkel gehüllt, das kaum mehr zu lichten ist. Zeitgenössische Quellen darüber fließen spärlich, eine Gründungsurkunde fehlt. Die spätere Überlieferung über die Gründung stammt erst aus der Mitte des 11. Jahrhunderts. Damals wurde das Kloster nach der Zerstörung durch die Ungarn (955) von den Benediktinermönchen von Tegernsee aus neu belebt (1031). Der Amtsantritt des ersten Abtes Lantfrid wird heute in die Mitte der sechziger Jahre des 8. Jahrhunderts datiert. Offenbar war er als gebildeter Mann gut vernetzt, drang doch sein Ruf bereits bis nach Italien. Der bedeutende Theologe Ambrosius Autpertus von der Abtei San Vincenzo am Volturno (gest. 784) widmete ihm eine Abhandlung über den Konflikt der Tugenden und Laster. Eine Reihe erhaltener Buchkodizes aus dem späten 8. und dem frühen 9. Jahrhundert belegen, dass die Benediktbeurer Mönche rasch eines der bedeutendsten Skriptorien im südlichen Bayern schufen. Auch die Anlage von Heilkräutergärten um 1200 ist bezeugt.
Ursprünglicher Kirchenpatron war der Apostel Jakobus der Ältere; erst später nahm der Mönchsvater Benedikt von Nursia diese Stelle ein. Dessen Verehrung wurde maßgeblich gefördert, als Karl der Große dem Kloster eine Unterarmreliquie des Heiligen schenkte.
Der romanische Schmuckfußboden aus dem 12. Jahrhundert, der bei Ausgrabungen in der Basilika gefunden wurde, geht auf diese Blütezeit zurück.
1490 zerstörte ein Großbrand die zentralen Klostergebäude. Nach dem Dreißigjährigen Krieg kam es erneut zu einer kulturellen Hochblüte. Das Gymnasium mit musischem, mathematischem und botanischem Schwerpunkt wurde wieder eröffnet und eine Theologische Hochschule der Bayerischen Benediktinerkongregation errichtet. Zwischen 1669 und 1679 wurde die heutige barocke Form der Klosteranlage geschaffen und ab 1672 die Klosterkirche St. Benedikt neu gebaut.
Die erste Fronleichnamsprozession in Bayern fand in diesem Ort im Jahr 1273 statt.
Ab 1664 hatte Benediktbeuern eine wöchentliche Postverbindung von München nach Innsbruck. Poststationen waren in den Dörfern Laingruben und Walchensee. Diese Route nutzte Johann Wolfgang Goethe bei seiner dritten Italienreise 1786; er nächtigte im Gasthaus Zur Post in Laingruben.
Benediktbeuern war vor 1800 Sitz des Oberen und Unteren Gerichts des Klosters Benediktbeuern. Das Kloster wurde 1803 im Zuge der Säkularisation aufgelöst. In der Klosterbibliothek wurden dabei die Carmina Burana, eine Sammlung von Vagantenliedern aus dem 13. Jahrhundert, gefunden. Das Gebiet der Gemeinde Benediktbeuern wurde 1818 im Zuge der Verwaltungsreformen im Königreich Bayern eine selbstständige politische Gemeinde. Die Gemeinde hieß damals noch Laingruben und trägt erst seit dem 30. November 1865 den Namen des Klosters. Das alte Dorf befindet sich zu beiden Seiten der Dorfstraße sowie des Mariabrunnwegs. Die Besiedlung ist hier am dichtesten und trägt bäuerlichen Charakter.
1930 erwarben die Salesianer Don Boscos die Klosteranlage und renovierten die Gebäude. Im Jahr 2022 lebten dort rund 35 Ordensleute.
Die Klosteranlage beherbergt auch seit dem WS 2014/15 den Studiengang Religionspädagogik der Katholischen Stiftungsfachhochschule München in den Räumen der ehemaligen Philosophisch-Theologische Hochschule Benediktbeuern, die Jugendbildungsstätte Aktionszentrum, das Zentrum für Umwelt und Kultur, den örtlichen Jugendtreff sowie die Don-Bosco-Jugendherberge. Im Meierhof des Klosters sind außerdem das Trachteninformationszentrum und die Fachberatung für Heimatpflege des Bezirks Oberbayern untergebracht.
Im Maierhof wurde von Gemeinde und Kloster am 14. November 2022 ein gemeinsames Willkommenszentrum eröffnet. Es ist zentrale Anlauf- und Informationsstelle für alle Besucher des Klosters, ob Schüler, Urlauber oder Tagungsgäste. Das Kloster ist der größte Beherbergungsbetrieb in der Gemeinde und das Zentrum dient mit modernen Medien in touristischer Hinsicht einem verstärkten Miteinander.
Bei einem schweren Hagelsturm Ende August 2023 wurde der Ort massiv getroffen. Von 1000 bebauten Grundstücken wurden laut Feuerwehr 800 durch Hagelschlag beschädigt, 60 Prozent davon stark. Es war das schwerste Unwetter seit Jahrzehnten. Die Klosteranlage Benediktbeuern wurde ebenfalls von erheblichen Zerstörungen betroffen – die Schäden allein am Kloster lagen im zweistelligen Millionenbereich. Unter anderem wurden auch Kunstwerke und Renaissance-Stuckaturen beschädigt. Es bestand sogar zwischenzeitlich Einsturzgefahr einzelner Gebäudeteile – sie konnten jedoch gesichert werden.

### Einwohnerentwicklung
Zwischen 1988 und 2018 wuchs die Gemeinde von 2797 auf 3617 Einwohner an (29,3 %). 2022 lag die Einwohnerzahl bei 3729.

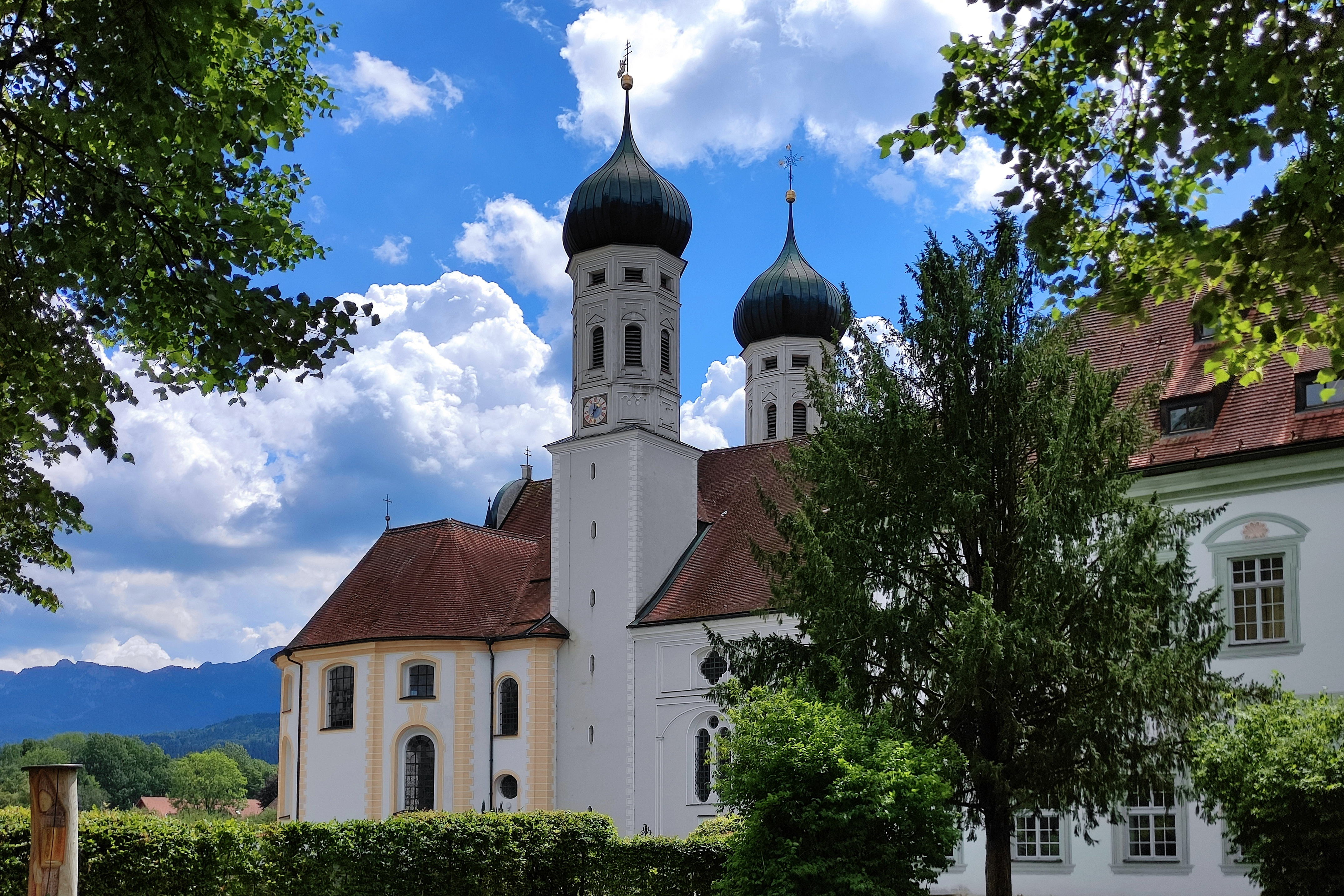
Die Barocktürme von Kloster Benediktbeuern

## Politik

### Gemeinderat
In der Amtszeit 2020–2026 hat der Gemeinderat 16 Mitglieder. Die Wahl brachte folgendes Ergebnis:
| Gemeinderatswahl Benediktbeuern 2020Wahlbeteiligung: 61,8 % 403020100 34,123,319,118,05,4 CSUaFBMbBBcFWGJUGewinne und Verlusteim Vergleich zu 2014 %p 6 4 2 0 −2 −4 −6 −8−6,1−5,1+3,5+2,2+5,4CSUFBMBBFWGJUAnmerkungen:a 2014: zusammen mit Benediktbeurer Mitteb Freie Bürgerliste Miteinanderc Benediktbeurer Bürgervereinigung | Sitzverteilung im Gemeinderat Benediktbeuern seit 2020Insgesamt 16 Sitze - FBM: 4 - BB: 3 - FWG: 3 - CSU: 5 - JU: 1 |

Gegenüber der Amtszeit 2014–2020 mussten CSU und die Freie Bürgerliste Miteinander (FBM) jeweils ein Mandat abgeben, Freie Wählergemeinschaft Benediktbeuern (FWGB) blieb unverändert, Benediktbeurer Bürgervereinigung (BB) gewann ein Mandat dazu und die JU kandidierte erstmals. Die Benediktbeurer Mitte (BM) wurde vor der Wahl aufgelöst.
Weiteres Mitglied und Vorsitzender des Gemeinderates ist Bürgermeister Toni Ortlieb (Benediktbeurer Bürgervereinigung). Er folgte im Juli 2019 auf den verstorbenen Johann Kiefersauer. Nach dem Todesfall war die Bürgermeister-Neuwahl vorgezogen worden. Ortlieb setzte sich im zweiten, als Stichwahl stattfindenden Wahlgang mit 51 % gegen den CSU-Kandidaten Hans Seller (49 %) durch und ist bis 30. April 2026 (allgemeine Kommunalwahl) gewählt.

### Weitere Wahlen
In der folgenden Tabelle sind die Ergebnisse von Bundes-, Landtags- und Europawahlen in Benediktbeuern dargestellt.
| Jahr | Wahl           | Wbt. | CSU  | AfD  | Grüne | SPD | FDP | Linke | FW   | BSW | Sonst. |
| ---- | -------------- | ---- | ---- | ---- | ----- | --- | --- | ----- | ---- | --- | ------ |
| 2025 | Bundestagswahl | 87,5 | 43,5 | 14,6 | 13,8  | 9,4 | 4,6 | 4,6   | 4,4  | 2,2 | 7,5    |
| 2024 | Europawahl     | 69,6 | 42,4 | 8,8  | 14,4  | 7,1 | 3,3 | 1,0   | 9,2  | 3,8 | 10,0   |
| 2023 | Landtagswahl   | 77,2 | 39,5 | 10,4 | 16,4  | 5,5 | 2,9 | 1,2   | 17,2 | —   | 6,8    |

### Wappen
| | Blasonierung: „In Rot zwei schräg gekreuzte goldene Abtstäbe, aufgelegt eine senkrecht gestellte silberne Kielfeder.“ |
| Wappenbegründung: Die gekreuzten Abtstäbe im roten Feld geben das ursprüngliche, seit 1429 bezeugte Stiftswappen des Benediktinerklosters Benediktbeuern wieder, das mit der Geschichte der Gemeinde seit den Anfängen im 8. Jahrhundert eng verbunden ist. Die aufgelegte Feder verweist auf die große Blütezeit der klösterlichen Buchmalerei- und Schreibschule im 12. und 13. Jahrhundert. Die Feder wurde auch hinzugefügt, um das Gemeindewappen vom zum Teil ebenfalls auf das Klosterwappen zurückgreifenden Wappen des Altlandkreises Bad Tölz zu unterscheiden. | |

## Kultur und Sehenswürdigkeiten

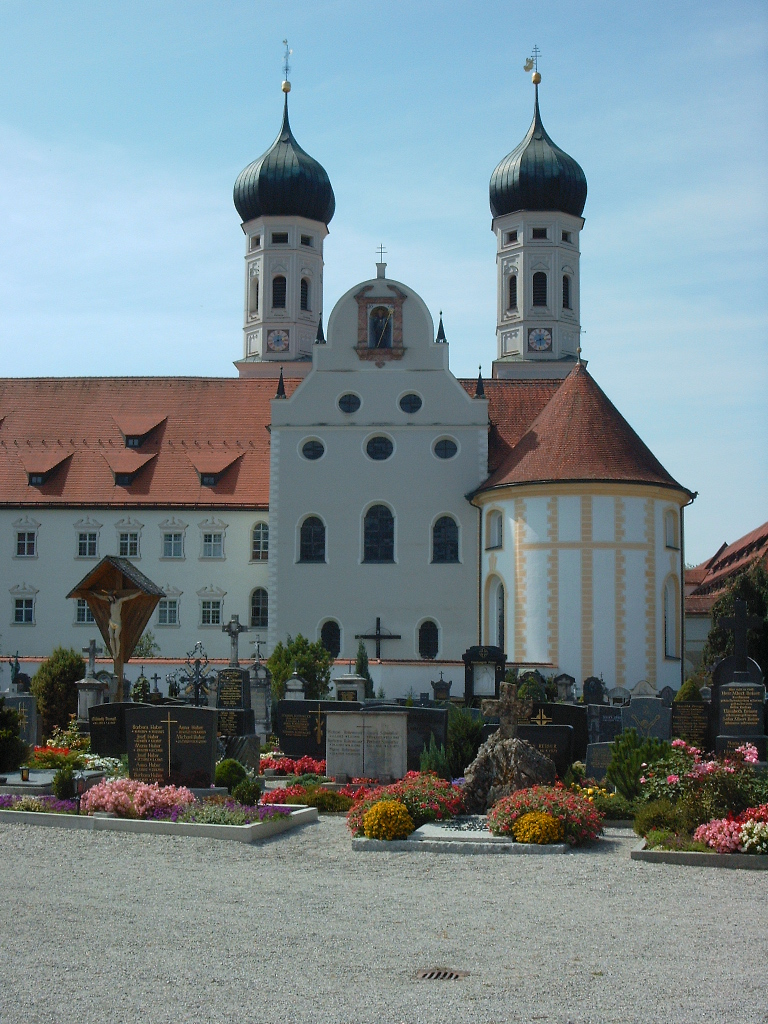
Kloster Benediktbeuern

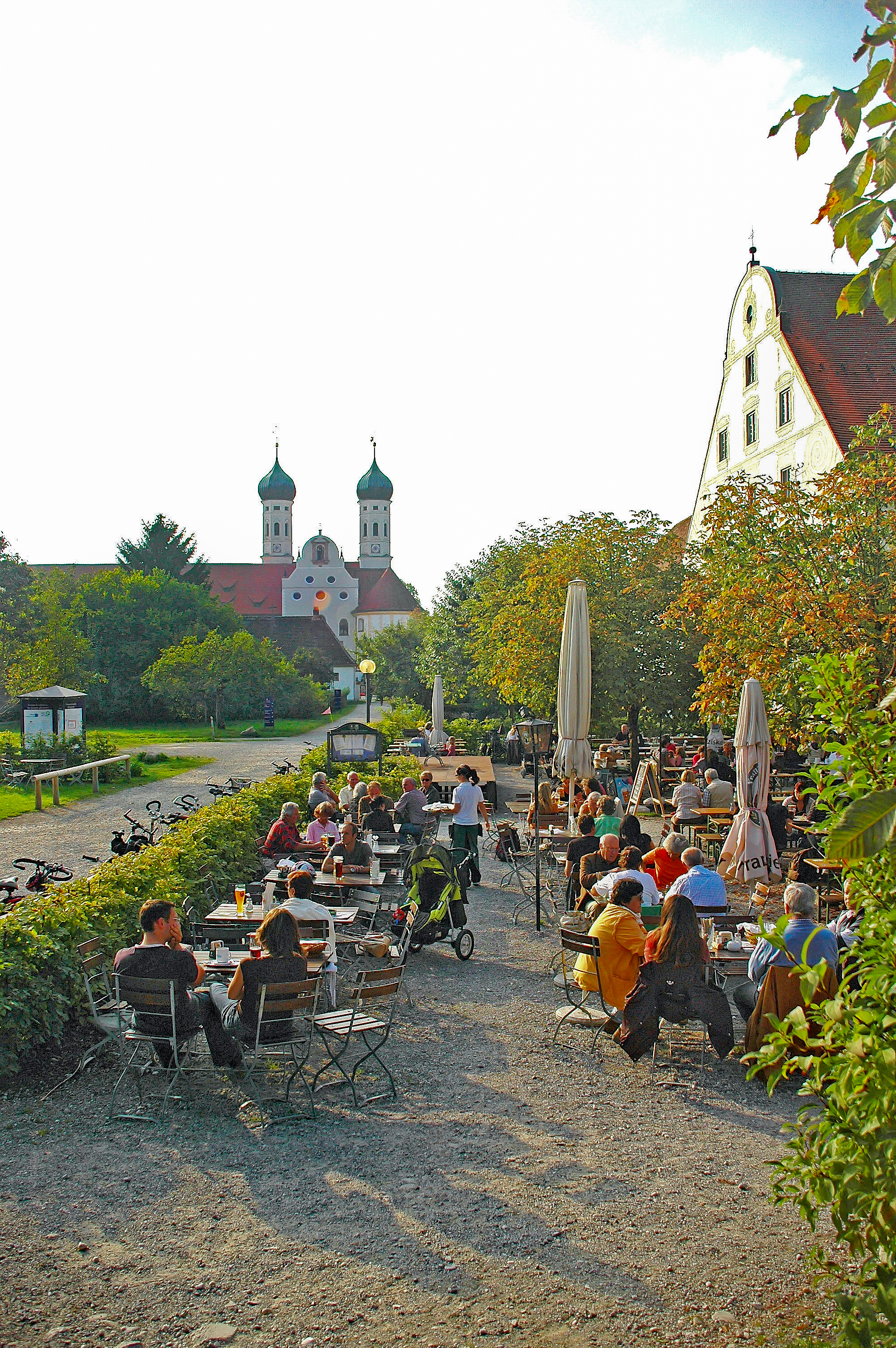
Biergarten

### Bauwerke
- Kloster Benediktbeuern: Hauptsehenswürdigkeit ist die um 739/740 gegründete ehemalige Benediktinerabtei. Die heutige barocke Form der Klosteranlage stammt aus den Jahren 1669 bis 1679. Der Bibliothekskomplex stammt aus dem Jahr 1722. Im Barocksaal des Klosters, der heute auch als Konzertsaal genutzt wird, befinden sich Deckengemälde von Stephan Kessler. 1803 wurde das Kloster Benediktbeuern säkularisiert. Seit 1930 bewohnen Salesianer Don Boscos das Kloster und unterhielten im Klosterareal bis 2013 die Philosophisch-Theologische Hochschule Benediktbeuern. Außerdem ist im Kloster die Abteilung Benediktbeuern der Katholischen Stiftungshochschule München mit dem Studiengang Soziale Arbeit untergebracht. In der Klosterbibliothek wurden 1803 die Carmina Burana, eine Sammlung von Vagantenliedern aus dem 13. Jahrhundert, gefunden. Die Handschrift, auch „Codex Buranus“ genannt, befindet sich heute in der Bayerischen Staatsbibliothek. Eine Auswahl der Carmina Burana wurde jeweils 1935/36 durch Carl Orff vertont. Das Kloster kann besichtigt werden.
- Klosterkirche St. Benedikt: 1680–1685 im Stil des italienischen Barock vom Weilheimer Baumeister Caspar Feichtmayr errichtet. Im Inneren sind Fresken von Hans Georg Asam zu sehen, dem Vater von Cosmas Damian und Egid Quirin Asam, der am Kloster als Maler beschäftigt war. Die Kirche erhielt 1972 den Rang einer Basilica minor.
- Rokokokapelle St. Anastasia: 1750–1758 von Johann Michael Fischer erbaut, befindet sich am Nordende des Chores der Klosterkirche St. Benedikt.
- Fraunhofer-Glashütte (Museum): Pierre-Louis Guinand richtete nach der Säkularisation im Auftrag Joseph von Utzschneiders in einem Nebenbau des Klosters eine Glashütte ein. Aus dieser gingen die optischen Werkstätten des  Mathematisch-Feinmechanischen Instituts von Utzschneider, Fraunhofer und Reichenbach hervor. Die Werkstätten leitete von 1809 bis 1819 Joseph von Fraunhofer. Er entdeckte dort die Absorptionslinien im Sonnenspektrum (Fraunhofersche Linien) und produzierte optische Geräte von Weltruf. Die Glashütte ist heute ein Museum.
- Das Klosterland mit mehreren Naturlehrpfaden des Zentrums für Umwelt und Kultur Benediktbeuern (Moorpfad, Barfußpfad, Klangpfad etc.).

### Landschaft
- Lainbachtal mit Wildbachlehrpfad
- Waldlehrpfad ab dem Freibad
- Historischer Mühlenweg
- Klosterweg mit Moorabschnitten
- Benediktusweg mit Stationen zu den Regeln des hl. Benedikt

### Regelmäßige Veranstaltungen
- Alle drei Jahre wird am Dorfplatz ein großer hölzerner Maibaum aufgestellt. Das Aufstellen gleicht einem kleineren Volksfest und endet abends im Maitanz in einer der lokalen Gaststätten. Das letzte Mal wurde der Maibaum 2018 aufgestellt.
- Am Dienstag nach Pfingsten findet in jedem Jahr der Pfingstmarkt statt. Mobile Händler bieten hier Waren an, von Spielzeug bis hin zu Haushaltsbedarf.
- Im August findet jährlich das Sommerkellerfest statt, das von der Freiwilligen Feuerwehr Benediktbeuern ausgerichtet wird.
- Ganzjährig finden im Kloster Benediktbeuern, z. B. im Barocksaal, klassische Konzerte statt.
- In den Monaten Juli und August finden im Meierhof im Kloster Benediktbeuern verschiedene, vor allem moderne Konzerte und Shows statt, so im Jahr 2015 Adel Tawil oder 2016 Harry G.
- Die Leonhardifahrt findet in Benediktbeuern jedes Jahr an dem Sonntag statt, der dem 6. November, dem Tag des heiligen Leonhard, am nächsten liegt. Rund 50 Kutschen und schön geschmückte, von ebenso geschmückten Pferden gezogene Wagen mit betenden Bäuerinnen und Bauern in Tracht, Kindern, Gemeinderatsmitgliedern, Gebirgsschützen und Musikkapellen aus den umliegenden Ortschaften fahren vom Dorfplatz zum Kloster. Im Arkadenhof werden Menschen und Tiere gesegnet. In der Basilika findet ein Gottesdienst statt. Anschließend verlassen die Gespanne das Kloster wieder. Abends gibt es im Gasthof zur Post den Leonhardi-Tanz. Jedes Jahr kommen zehn- bis zwanzigtausend Besucher zur Benediktbeurer Leonhardifahrt, die sich durch ihren feierlichen Charakter auszeichnet.
- Am zweiten Adventsonntag findet seit vier Jahrzehnten Benediktbeuerns Altbairischer Christkindlmarkt statt. An etwa 50 – 60 mit Zweigen geschmückten, hölzernen Ständen werden kulinarische Spezialitäten, Kunsthandwerk und ähnliche Waren von Vereinen und lokalen oder regionalen Gewerbetreibenden angeboten. Der Christkindlmarkt zieht tausende Besucher an.

### Freizeit und Sport
- TSV Benediktbeuern[23]
  - Fußball
  - Judo
  - Schwimmen
  - Ski
  - Turnen

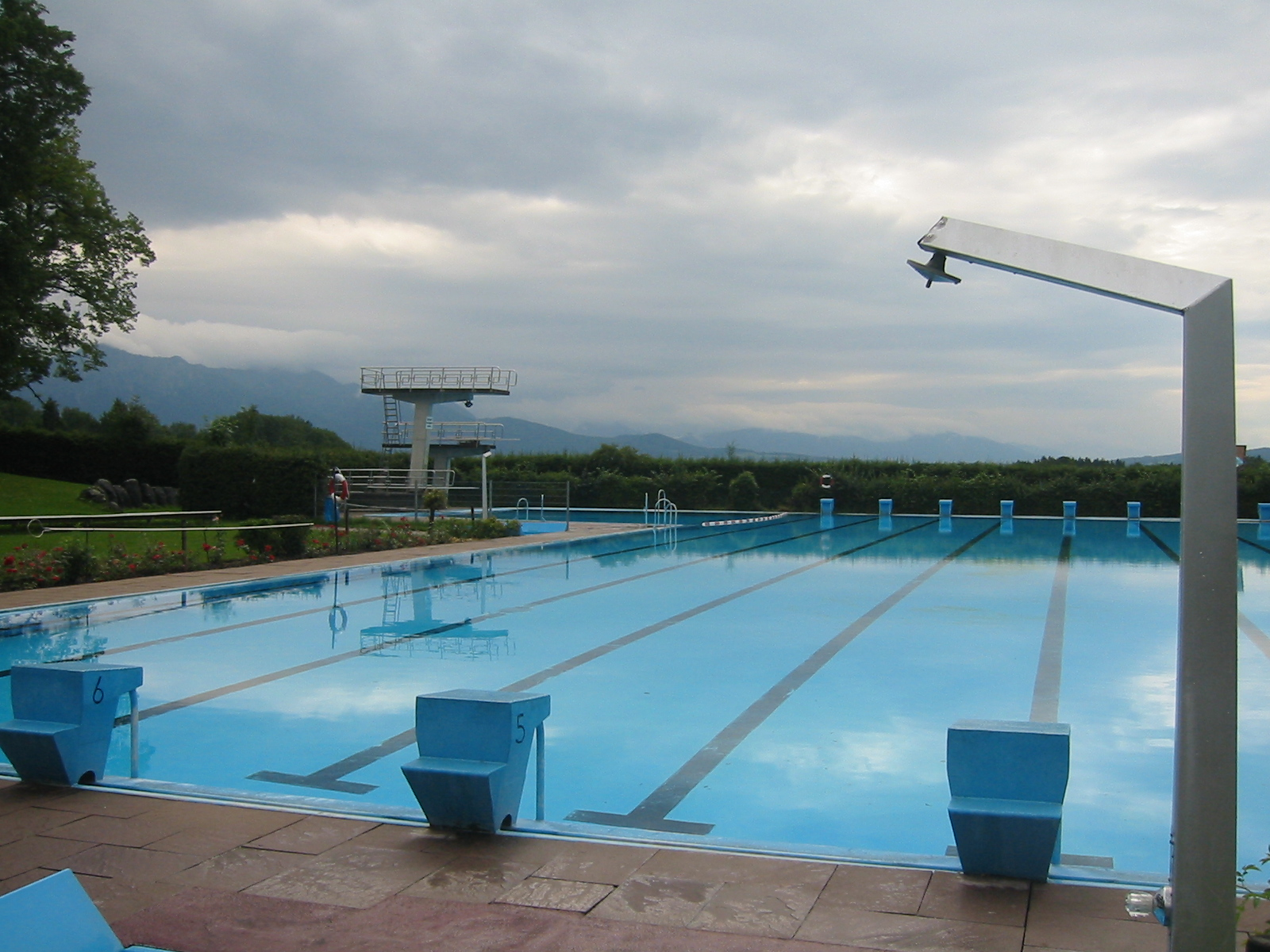
Alpenwarmbad

- Segelfliegen am Segelfluggelände Benediktbeuern[24]
- Alpenwarmbad (Beheiztes Freibad mit einem Schwimmer- und einem Nichtschwimmerbecken. Zum Nichtschwimmerbecken gehört eine Rutsche. Zusätzlich gibt es ein kleines Becken für Kleinkinder.)
- Sportanlagen (Fußballplätze, Eisstockschießen, Tennis, Schwimmbecken, Turnhallen)
- In der Wintersaison: LL-Loipe und zahlreiche Gelegenheiten zum Schlittenfahren
- Zahlreiche Rad- und Wanderwege in Moor und Bergen

### Jugendangebote
- Jugendfeuerwehr Benediktbeuern[25]
- TSV Benediktbeuern
- Don-Bosco-Club Benediktbeuern[26]
- Ministranten Benediktbeuern[27]
- Kinder- und Jugendgarde Benediktbeuern
- Evangelische Konfirmations- und Jugendarbeit

## Infrastruktur

### Verkehr
Seit Dezember 2023 befindet sich der Landkreis Bad Tölz-Wolfratshausen und somit das Gemeindegebiet Benediktbeuerns im Münchner Verkehrs- und Tarifverbund MVV, alle Linien des ÖPNVs die durch Benediktbeuern führen sind mit diesem befahrbar.
- Der Bahnhof Benediktbeuern ist Station der Kochelseebahn (RB66) mit Verbindungen nach München bzw. Tutzing bedient durch DB Regio Bayern Werdenfelsbahn.
  - RB 66 Kochel - München Hbf (via.: Benediktbeuern, Bichl, Penzberg, Iffeldorf, Seeshaupt, Bernried, Tutzing, Starnberg, München-Pasing)
- Die Bundesstraße 11 führt durch den Ort. Bei Sindelsdorf an der Bundesstraße 472 befindet sich der Anschluss zur Auffahrt auf die Bundesautobahn 95 (München/Garmisch-Partenkirchen)
- Folgende Buslinien des Regionalverkehr Oberbayern (RVO) verkehren auf dem Gemeindegebiet:
  - 392 (ehem. 9612) Kochel – Bad Tölz inkl. Verbindungen  bis nach Lenggries (Schule Hohenburg) und zur Firma DORST (Kochel).  Diese Linie verkehrt täglich, auch Samstags, Sonn- und Feiertags.
  - 394  (ehem. 9613) Schlehdorf – Penzberg inkl. Verbindungen nach Großweil und zum Biotechnologiezentrum der Firma Roche (Nonnenwald, Penzberg). Diese Linie verkehrt Werktags sowohl auch Samstags 2× pro Richtung.

Benediktbeuern liegt am Bodensee-Königssee-Radweg, welcher in Lindau beginnt und zum Königssee bei Berchtesgaden führt. Er verläuft von Kochel am See kommend über Benediktbeuern nach Bad Heilbrunn.

### Bildung
- Grund- und Mittelschule Benediktbeuern[28]
- Katholische Stiftungshochschule München, Abt. Benediktbeuern für Sozialwesen
- Zentrum für Umwelt und Kultur Benediktbeuern
- Aktionszentrum der Salesianer Don Boscos, seit 1969

Die Philosophisch-Theologische Hochschule in Trägerschaft des Ordens der Salesianer Don Boscos stellte 2013 den Lehrbetrieb ein.

### Tourismus
- Willkommenszentrum im Maierhof des Klosters.
- Don-Bosco-Jugendherberge im Kloster Benediktbeuern.[29] Die Jugendherberge hat 173 Betten; ist auf Schullandheimaufenthalte und Abschlussfahrten spezialisiert;  bietet Programme an in enger Zusammenarbeit mit dem Zentrum für Umwelt und Kultur (ZUK).
- Zentrum für Umwelt und Kultur (ZUK)
- Jugendherberge Miriam[30]
- Aktionszentrum Benediktbeuern[31]

## Persönlichkeiten
Söhne und Töchter der Gemeinde:
- Patritius Oswald (1658–1740), Propst des Augustiner-Chorherren-Stifts in Rottenbuch
- Cosmas Damian Asam (1686–1739), Maler und Architekt des Spätbarock
- Benedikt Henrici (1749–1799), Bildhauer und Architekt
- Sebastian Günthner (1773–1820), Benediktiner und Historiker
- Sebastian Mayer (1773–1835), deutsch-österreichischer Sänger, Komponist und Regisseur
- Ludwig Merz (1817–1858), Geograph, Optiker und Publizist
- Karl von Müller (1821–1909), Ingenieur
- Alois Dirnberger (1823–1897), Maler
- Josef Bauer (1861 – nach 1935), Syndikus und Autor
- Hans Rudi Erdt (1883–1925), Gebrauchsgraphiker
- Hansl Krönauer (1932–2011), Komponist und Sänger
- Eva Klinger-Römhild (1945–2013), Keramikerin und Bildhauerin
- Thomas Jocher (* 1952), Architekt, Stadtplaner und Wissenschaftler
- Stefan Höck (* 1963), Biathlet und Architekt
- Eva Wittenzellner (* 1971), Schauspielerin
- Anton Prommersberger (* 1981), Eishockeyspieler
- Barbara Ertl (* 1982), Biathletin
- Julia Viellehner (1985–2017), Triathletin und Langstreckenläuferin

Personen mit Bezug zum Ort:
- Karl Meichelbeck (1669–1734), Benediktinerpater, Historiker, Verfasser des Chronicon Benedictoburanum
- Aemilian Reif (1741–1790), Benediktinerpater, Theologe und Hochschullehrer
- Aegidius Jais (1750–1822), Benediktinerpater, römisch-katholischer Theologe und Hochschullehrer, nach Auflösung des Klosters Seelsorger am Ort
- Sebastian Mall (1766–1836), Benediktinerpater, Theologe und Hochschullehrer
- Maurus Hagel (1780–1842), Benediktinermönch und katholischer Theologe, letzter Benediktiner, der in Benediktbeuern sein Ordensgelübde ablegte
- Joseph von Fraunhofer (1787–1826), Optiker und Physiker, begründete den wissenschaftlichen Fernrohrbau, er arbeitete von 1807 bis 1819 im Mathematisch-Mechanischen Institut von Reichenbach, Utzschneider und Liebherr in Benediktbeuern
- Franz Marc (1880–1916) lebte vor Kriegsbeginn nur kurz hier in Ried (das kam 1918 zu Kochel) und malte seine letzten großen Bilder. Sein Grab und ein Franz-Marc-Museum (1986) befinden sich in Kochel am See.
- Heinrich Kaminski (1886–1946), deutscher Komponist, wirkte ab 1914 als Klavierlehrer in Benediktbeuern, lebte zeitweise im benachbarten Ried, wo er auch starb. Sein Grab befindet sich in Benediktbeuern.
- Otto Wahl (1932–2020), Theologe, unter seiner Leitung erhielt die PTH Benediktbeuern das Promotions- und Habilitationsrecht, wurde in Benediktbeuern beigesetzt
- Monika Dahlberg (* 1936), Schauspielerin und Sängerin; lebt in Benediktbeuern
- Alois Kothgasser (1937–2024), emeritierter Erzbischof von Salzburg, ehem. Bischof von Innsbruck, 1982–1997 Dogmatikprofessor an der philosophisch-theologischen Hochschule, zweimal deren Rektor
- Gerhard Schmidt-Gaden (* 1937), Dirigent, Chorleiter und Stimmpädagoge, u. a. Gründer und Leiter des Tölzer Knabenchores, mit langjährigem Wohnsitz in Benediktbeuern
- Michael Lochner (* 1952), ehem. bayerischer evangelischer Landeskirchenmusikdirektor und Hochschulprofessor; lebt in Benediktbeuern.

Ehrenbürger:
- 2008 – Leo Weber (1928–2019), römisch-katholischer Geistlicher, Kirchen- und Kunsthistoriker, profunder Kenner des Klosters Benediktbeuern